# Philippe Falardeau
Pour les articles homonymes, voir Falardeau.
Philippe Falardeau, né le 1er février 1968 à Hull, est un réalisateur et scénariste québécois.

## Biographie
Philippe Falardeau est né à Hull, où il grandit. Il étudie à l'école primaire Mont Bleu. Il fait ensuite ses études de niveau secondaire au Collège Saint-Alexandre.
De 1985 à 1989, il étudie en sciences politiques et en relations internationales à l'Université d'Ottawa et reçoit la Médaille d'argent de l'Université, ainsi qu'une bourse commémorative.
Après l'obtention de ses diplômes, il travaille deux ans en tant qu'analyste politique pour la Fédération des francophones hors Québec, où il écrit Hier, la francophonie, un survol historique de la diaspora francophone canadienne. En 1991, il s'est inscrit à la maîtrise en relations internationales à l'Université Laval, mais il quitte la ville de Québec l'année suivante afin de participer à l'émission La Course destination monde, diffusée sur les ondes de Radio-Canada. Il remporte l'édition 1992-1993 de la Course et rafle également le prix du Centre de recherche pour le développement audiovisuel. Il travaille par la suite à Paris en tant que réalisateur pour l'édition française de l'émission Surprise sur prise, sur France 2.
Il travaille comme cameraman sur Attendre de Marie-Claude Harvey, un documentaire  qui se penche sur la situation au Soudan du Sud et qui est produit par l'Office national du film du Canada. Il tourne peu après un moyen-métrage satirique sur l'immigration asiatique au Canada (Pâté chinois). En 2000, il réalise son premier long-métrage, La Moitié gauche du frigo, qui met en vedette Paul Ahmarani et Stéphane Demers. Son deuxième long-métrage, Congorama, est présenté à la Quinzaine des réalisateurs de l'édition du Festival de Cannes 2006, pour ensuite remporter cinq prix Jutra en 2007 : meilleur film, meilleure réalisation, meilleur scénario, meilleur acteur et meilleur acteur de soutien.
En 2008, C'est pas moi, je le jure!, présenté en première mondiale au Festival international du film de Toronto, remporte plusieurs prix, dont le Valois du meilleur film au Festival du film francophone d'Angoulême en 2009.
En août 2011, son film Monsieur Lazhar, une adaptation de la pièce Bachir Lazhar de la dramaturge québécoise Évelyne de la Chenelière, est présentée en avant-première au Festival international du film de Locarno 2011, en Suisse. Le film raconte l'histoire d'un Algérien de 50 ans qui accepte de prendre en charge les élèves d'une classe de 6e année à la suite du suicide de leur institutrice. Bachir tissera des liens forts avec sa classe, mais ce dernier cache un lourd secret. Le 24 janvier 2012, Monsieur Lazhar, est mis en nomination aux Oscars dans la catégorie meilleur film en langue étrangère. Le film remporte en outre sept Jutra : meilleur film, meilleure réalisation, meilleur scénario, meilleure actrice de soutien, meilleur acteur de soutien, meilleur son, meilleure musique originale.
En 2013, il tourne en anglais le film The Good Lie, qui met en vedette l'actrice américaine Reese Witherspoon.
En 2015, il réalise la comédie Guibord s'en va-t-en guerre, où sont en vedette Patrick Huard et Suzanne Clément.
Il met ensuite en scène le biopic Outsider qui sort en 2017. Ce film retrace la vie du boxeur américain Chuck Wepner, qui a inspiré le personnage Rocky Balboa.
En 2020, il réalise le long métrage My Salinger Year, basé sur les mémoires de Joanna Rakkof, mettant en vedette Margaret Qualley et Sigourney Weaver.
En 2022, il réalise la série Le Temps des framboises, une dramédie écrite par Florence Longpré et Suzie Bouchard, sur la réalité agricole au Québec.
En 2023, Philippe Falardeau réalise Lac-Mégantic : ceci n’est pas un accident une série documentaire sur l'accident ferroviaire de Lac-Mégantic. La série est présentée le 29 avril 2023 au Festival canadien de documentaire Hot Docs à Toronto où elle gagne le Prix du public.
En 2024, celui-ci adaptera le roman Mille secrets mille dangers d'Alain Farah et sera à l'affiche au cinéma en 2025.

## Filmographie
| Année | Titre                                     | Réalisateur | Scénariste |
| ----- | ----------------------------------------- | ----------- | ---------- |
| 1996  | Le Sort de l'Amérique                     | Non         | Oui        |
| 1997  | Pâté chinois                              | Oui         | Oui        |
| 2000  | La Moitié gauche du frigo                 | Oui         | Oui        |
| 2006  | Congorama                                 | Oui         | Oui        |
| 2008  | C'est pas moi, je le jure!                | Oui         | Oui        |
| 2011  | Monsieur Lazhar                           | Oui         | Oui        |
| 2012  | Au nom du fils                            | Non         | Oui        |
| 2013  | The Good Lie                              | Oui         | Non        |
| 2015  | Guibord s'en va-t-en guerre               | Oui         | Oui        |
| 2016  | Outsider (Chuck)                          | Oui         | Non        |
| 2020  | Mon année à New York (My Salinger Year)   | Oui         | Oui        |
| 2022  | Le Temps des framboises                   | Oui         | Non        |
| 2023  | Lac-Mégantic : ceci n’est pas un accident | Oui         | Oui        |
| 2025  | Mille Secrets Mille Dangers               | Oui         | Oui        |

## Récompenses et nominations
- La Course destination monde

1992 | courts métrages documentaires | 20 x 5 minutes | vidéo | Radio-Canada
Gagnant de la Course
Prix du CRDI (Centre de recherches pour le développement international)
- Pâté Chinois

1997 | documentaire | 52 minutes | vidéo | Office national du film du Canada
Prix du Meilleur scénario au Yorkton Film Festival
Présenté au Festival des films du monde de Montréal
- La Moitié gauche du frigo

2000 | long métrage fiction | 89 minutes | 35 mm | Qu4tre par Quatre Films
Prix Citytv pour le Meilleur premier long métrage canadien au
Toronto International Film Festival en 2000
Prix Claude Jutra pour le Meilleur premier long métrage aux Genie Awards 2001
Présenté au Rotterdam Film Festival, London Film Festival, Forum des images de Paris,
Seattle International Film Festival, Vancouver International Film Festival et
Festival du Nouveau Cinéma Montréal
Distribué en salles en France par Pierre Grise Distribution
- Boulevard Saint-Laurent

2003 | série documentaire | 6 x 22 minutes | vidéo | Fair Play
- La Méthode Morin

2005 | documentaire | 30 minutes | vidéo | Productions 23
- Congorama

2006 | long métrage fiction | 105 minutes | 35 mm | micro_scope et Tarantula
Première mondiale à la Quinzaine des réalisateurs à Cannes (film de clôture)
Première montréalaise comme film d’ouverture du Festival du Nouveau Cinéma
Présenté aux festivals du film de Munich, Toronto, Namur, Pusan et Göteborg
Présenté au MoMA à New York dans le cadre de New Directors / New Films
Gagnant de cinq prix à la Soirée des Jutra 2007 :  meilleur film, meilleure réalisation, meilleur scénario, meilleur acteur et meilleur acteur de soutien
Gagnant du prix Meilleur scénario au Gala des Genies 2007
Gagnant du prix du Meilleur film canadien au Atlantic Film Festival de Halifax
Distribué en salles en France par UGC-PH
- C’est pas moi, je le jure!

2008 | long métrage fiction | 108 minutes | 35 mm | micro_scope
Première mondiale au Festival de Toronto – Special Presentations
Meilleur Film canadien, Meilleur acteur au Atlantic Film Festival de Halifax
Meilleur Film canadien, Meilleure réalisation au Vancouver Film Critics Awards
Prix Deutsche Kinderhilfswerk et Ours de Cristal au Berlin International Film Festival
Meilleur film canadien au Indie Awards
Meilleure direction photo à la Soirée des Jutra 2009
Grand Prix à Écrans Juniors à Cannes
Valois du meilleur film au Festival du film francophone d'Angoulême 2009
Ainsi que 4 autres prix à l’international entre autres à Tel Aviv, Madrid et Belfast
- Monsieur Lazhar

2011 | long métrage de fiction | 94 minutes | 35 mm | micro_scope
Première mondiale au Festival de Locarno, Piazza Grande
Prix Variety Piazza Grande Award au 64e Festival de Locarno
Prix du public UBS au 64e Festival de Locarno
Meilleur Film canadien au Festival de Toronto TIFF 2011
Prix spécial du jury à la 26e édition du Festival international du film francophone de Namur
Prix du public à la 26e édition du Festival international du film francophone de Namur
Prix Art Cinema Award au Filmfest Hamburg 2011
Prix du meilleur scénario à la 56e Semaine internationale du film de Valladolid en Espagne
Prix de la critique internationale (FIPRESCI)à la 56e Semaine internationale du film de  Valladolid en Espagne
Prix Communications et Société ( maintenant nommé: Prix MÉDIAFILM – Robert-Claude Bérubé) , 30e Festival du cinéma international en Abitibi-Témiscamingue 
Prix Grand Prix Hydro-Québec, 30e Festival du cinéma international en Abitibi-Témiscamingue 
Grand Prix Can-Am, Festival international du film de Windsor 2011 au Canada
Film de clôture, Cinéma du Québec à Paris / France – Novembre 2011
Prix La vague - Coup de cœur du public, FICFA – Festival international du cinéma francophone en Acadie à Moncton, 2011
Prix du public, Whistler Film Festival 2011
Prix du public (UPC Audience Award), Festival international du film de Rotterdam 2012
Présenté au Festival de Sundance, Park City, États-Unis, janvier 2012
Nomination aux Oscar 2012 : Meilleur film en langue étrangère
Gagnant de 6 prix à la 32e cérémonie des Génie à Toronto (Génie 2012) : meilleur film, meilleure réalisation, meilleur montage, meilleur acteur, meilleure actrice de soutien et meilleure Adaptation
Gagnant de 7 prix à la 14e soirée des Jutra (Jutra 2012) : meilleur film, meilleure réalisation, meilleur scénario, meilleure actrice de soutien, meilleur acteur de soutien, meilleur son et meilleure musique originale
- Guibord s'en va-t-en guerre

2015 | Long métrage fiction | 108 minutes | micro_scope
Sélectionné en 2015 dans le cadre du Festival du Film Canada’s Top Ten
- Le Temps des framboises

2022 | Série fiction | 10 x 45 minutes | Trio Orange
Première mondiale en 2022 à Berlinale Series
- Lac-Mégantic : ceci n’est pas un accident

2023 | Série documentaire | 4 x 60 minutes | Trio Orange
Première mondiale à Canneseries
Prix du public au Festival canadien de documentaire Hot Docs